# Florian Bruns
Florian Bruns (Oldenburgo, Alemania, 21 de agosto de 1979) es un exfutbolista de Alemania. Jugó en el SV Werder Bremen II de la Regionalliga Nord de Alemania. 

## Carrera

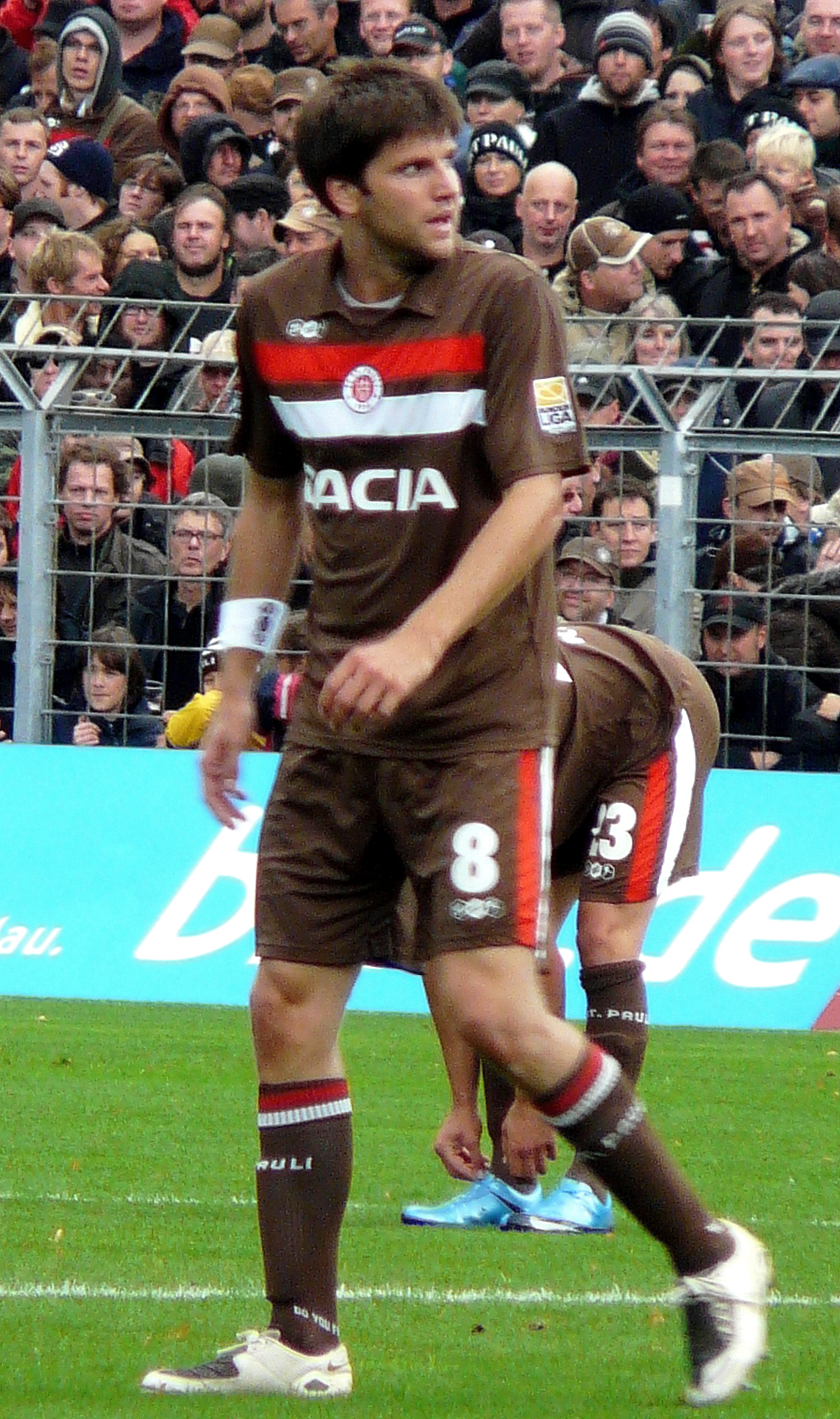
Temporada 2009/10

Bruns estudió en la Universidad Carl von Ossietzky de Oldenburgo, administración de negocios para atletas de alto rendimiento.
Bruns como júnior jugó en TuS Bloherfelde, VfL Edewecht, Rastede FC, Oldenburg VfL Oldenburg y el VfB. En 1999 se unió al equipo S.C. Friburgo en la Bundesliga. 
Debutó en el 15 de agosto de 1999 en el empate 1-1 con el SSV Ulm 1846. El 4 de diciembre de 1999 en un partido que acabó 2-2 en duelo con el FC Schalke 04, anotó el primer gol en la Bundesliga.En 2002, Bruns baja a la 2. Bundesliga. 
En enero de 2003, llegó al primer equipo FC Unión Berlín, también de la 2. Bundesliga. En 2004, Bruns se trasladó al Alemannia Aachen, donde ocupó un puesto de titular desde su llegada, jugó tres veces en la Copa de la UEFA, esto sucedió antes de que se lesionara y estuviera sin jugar durante meses. En este club permaneció durante dos años. 
En el verano de 2006 llega al FC St. Pauli de la 2. Bundesliga, donde jugaría por siete temporadas y donde jugaría 208 partidos convirtiéndolo en uno de los 10 jugadores con más presencias. Para la temporada 2013/14 ficharía por el SV Werder Bremen II que disputa la Regionalliga Nord a cambio de 400.000 €.

## Clubes
| Club                        | País         | Año       | Partidos | Goles |
| --------------------------- | ------------ | --------- | -------- | ----- |
| VfB Oldenburg               | Alemania     | 1998-1999 | 26       | 9     |
| S.C. Friburgo               | Alemania     | 1999-2002 | 53       | 4     |
| 1. Fußballclub Union Berlin | Alemania     | 2003-2004 | 45       | 4     |
| Alemannia Aachen            | Alemania     | 2004-2006 | 30       | 4     |
| FC St. Pauli                | Alemania     | 2006-2013 | 208      | 25    |
| SV Werder Bremen II         | Alemania     | 2013-2015 | 28       | 9     |
| Totales Carrera             | Bandera de ? |           | 390      | 55    |